# Sorbat de potasiu
Sorbatul de potasiu este o sare a acidului sorbic cu potasiul cu formula chimică CH3CH=CH−CH=CH−CO2K. Este o sare albă ușor solubilă în apă (58,2% la 20 °C). Este utilizat în principal pe post de conservant alimentar, având numărul E E202. Este utilizat în alimente, vin, cât și în produse cosmetice. 